# Nagelsholz

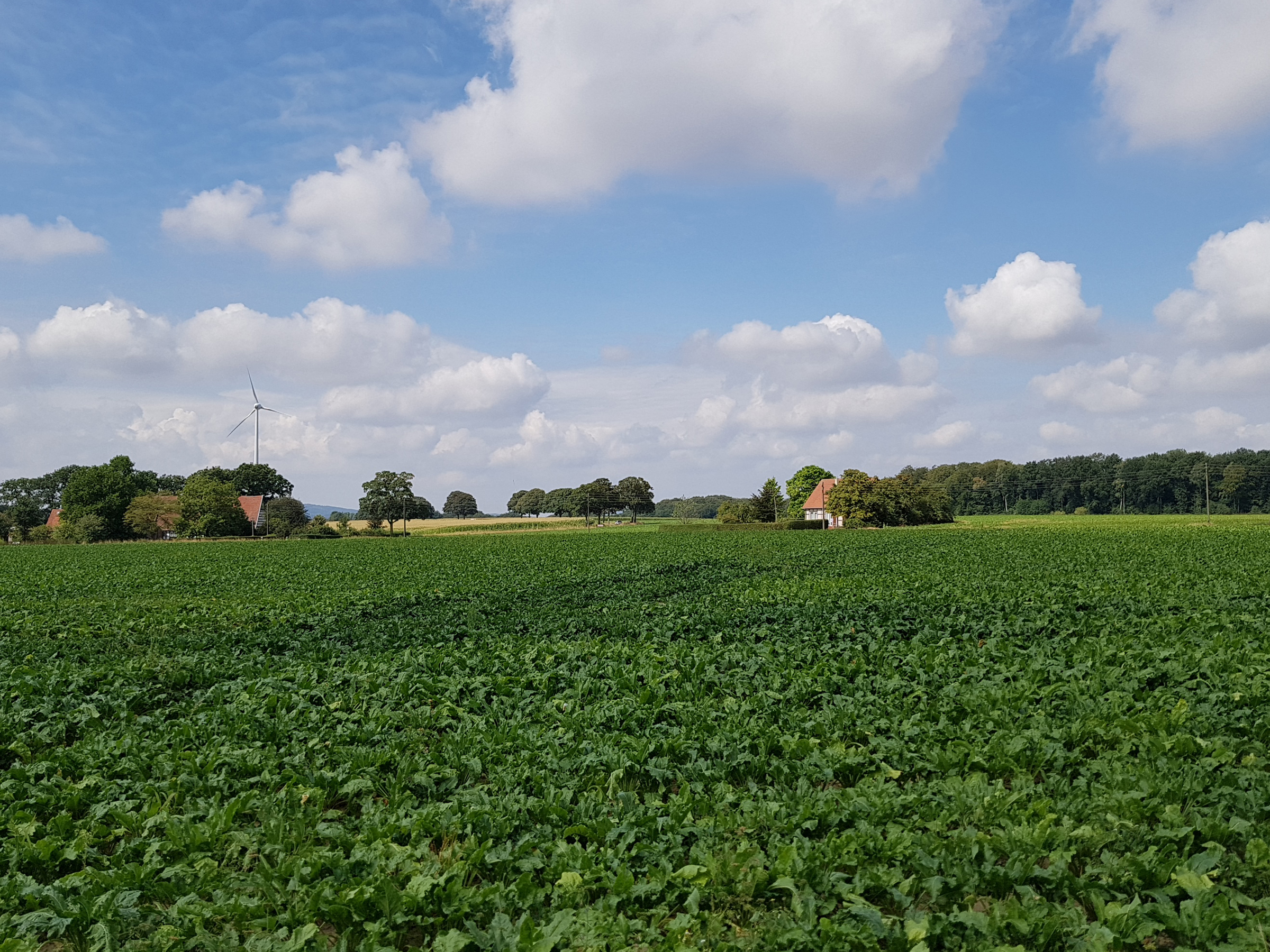
Das Nagelsholz in der Region Jöllenbeck, Lenzinghausen und Häger. Blickrichtung: Lenzinghausen

Das Nagelsholz ist eine kleinräumige geografisch nicht abgegrenzte Landschaft (Flur), die sich über Teilflächen der Städte Spenge (Stadtteil Lenzinghausen), Bielefeld (Stadtteil Jöllenbeck) und Werther (Stadtteil Häger) erstreckt. Der Name verweist auf die mittelalterlichen Eigentums- und Herrschaftsrechte: Die Ravensberger Adelsfamilie Nagel war nach den Aufzeichnungen im Ravensberger Urbar von 1556 Leibherr von vier Grundbesitzungen in Jöllenbeck.
Die gleichnamige Straße Nagelsholz beginnt an der Bargholzstraße in Jöllenbeck und durchquert über 2,8 km das Nagelsholz in westlicher Richtung und verzweigt sich danach   
nördlich in Richtung Lenzinghausen und westlich in Richtung Häger.

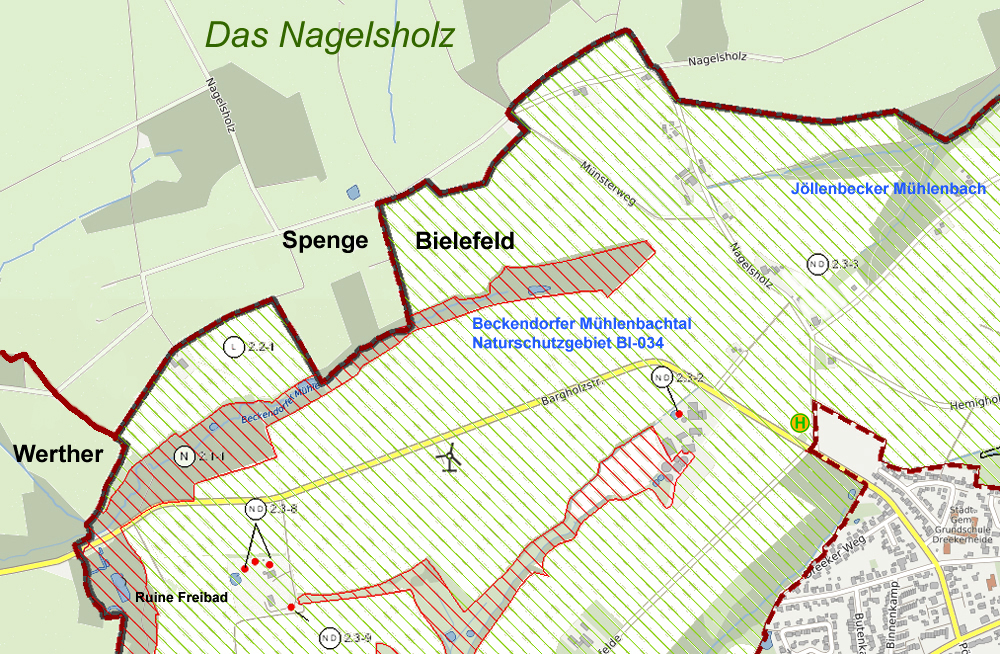
Karte Landschaft Nagelsholz

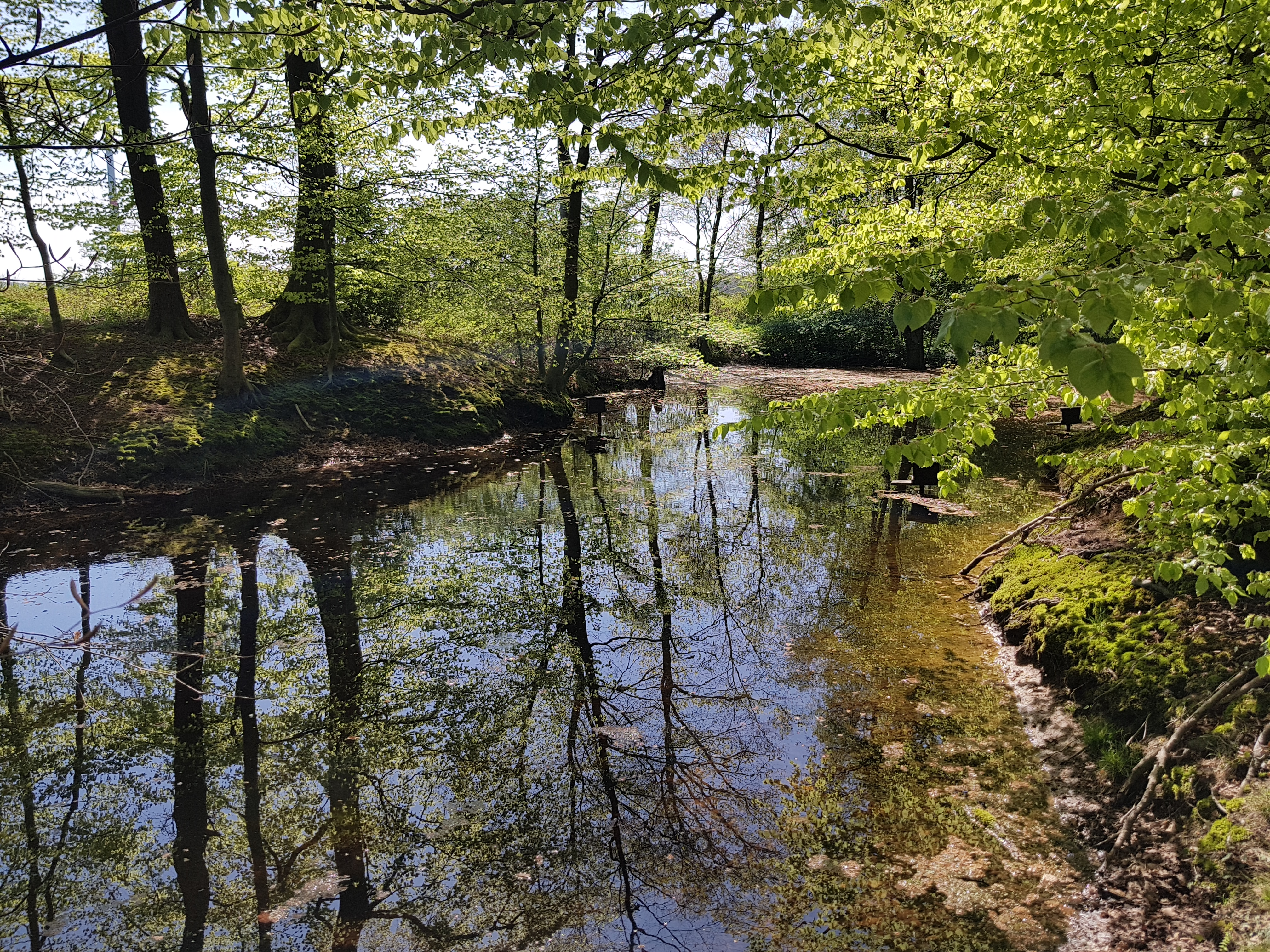
Quellteich des Beckendorfer Mühlenbaches (Naturschutzgebiet BI-034)

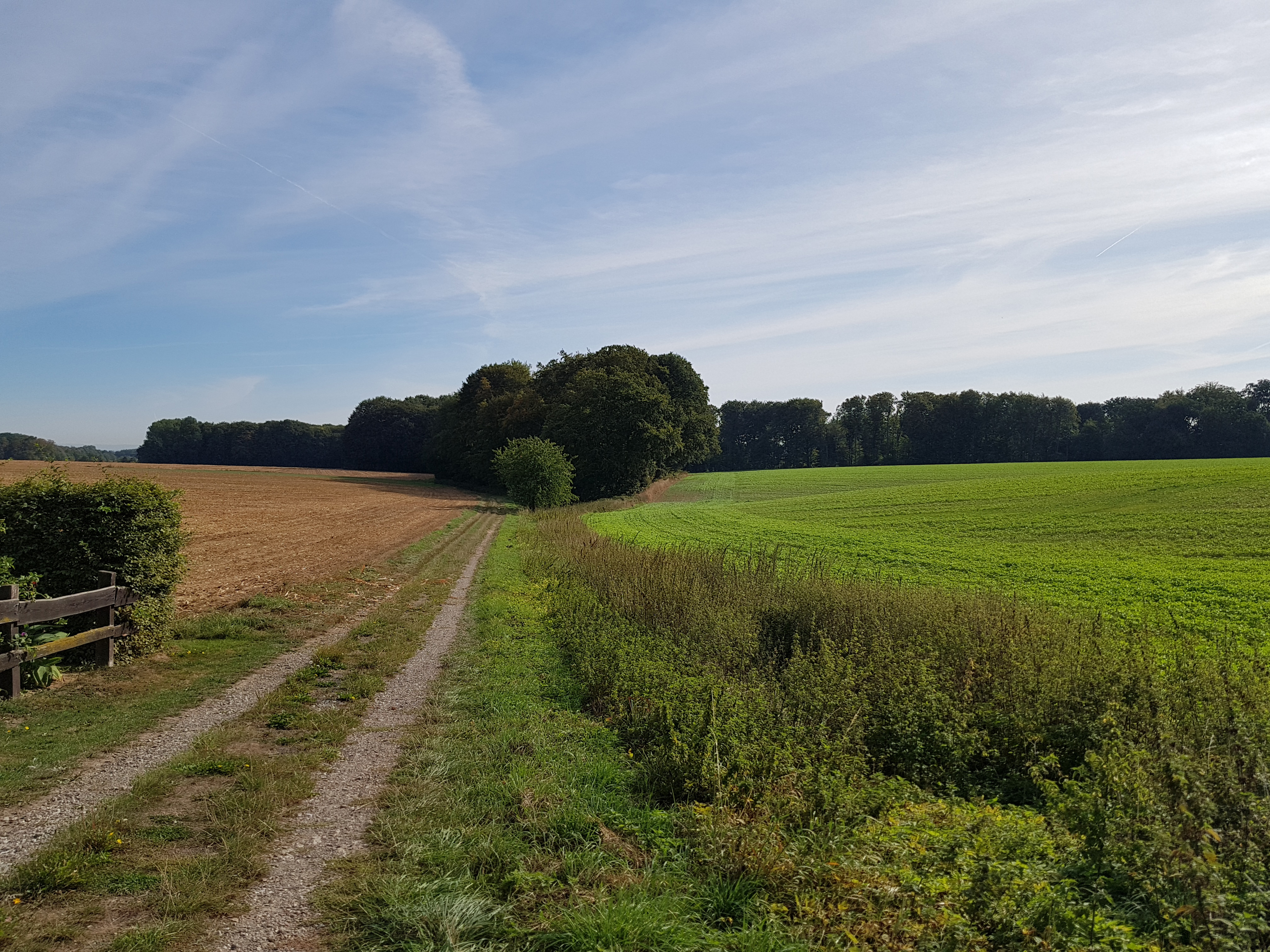
Richtung Osten: Siek und Quellgebiet des Jöllenbecker Mühlenbaches

Ab den 1960er- bis in die 1980er-Jahre wurden Bestrebungen unternommen, hier einen Regionalflughafen für Ostwestfalen-Lippe zu bauen. Die Planungen für den Flughafen begannen im März 1960 mit einer Konferenz der damaligen Landkreise Bielefeld und Detmold, der IHK  Bielefeld und der IHK Detmold. Es wurde nach geeigneten Standorten gesucht, heraus kam das Nagelsholz auf dem Gebiet der damaligen Gemeinden Jöllenbeck, heute Stadtteil von Bielefeld, Lenzinghausen, heute Stadtteil von Spenge, und Häger, heute Ortsteil von Werther. 1970 wurde die Genehmigung für Bau und Betrieb des Flughafens durch den zuständigen Landesminister erteilt. Dagegen klagte die Stadt Spenge. 1973 wurden Teilflächen von Spenge und Werther in das Gebiet in die Stadt Bielefeld umgemeindet, jedoch nach massiven Bürgerprotesten 1979 und dem endgültigen Scheitern der Planungen im Laufe des Jahres 1980 am 1. Juli 1982 wieder an die abgebenden Städte zurückgegeben.
Der Regionalflughafen wurde nie gebaut.